# 57. pehotna divizija (Avstro-Ogrska)
57. pehotna divizija (izvirno nemško 57. Infanterie-Division oz. nemško 57. Infanterietruppendivision) je bila pehotna divizija avstro-ogrske kopenske vojske, ki je bila aktivna med prvo svetovno vojno.

## Zgodovina
Divizija je sodelovala v bojih na soški fronti.

## Poveljstvo
Poveljniki
- Heinrich Goiginger: avgust 1915–avgust 1916
- Joseph Hrozný von Bojemil: avgust 1916–november 1918